# Applied Technologies Microbee 128
Applied Technologies Microbee 128 (Microbee 128) је био кућни рачунар фирме Applied Technologies који је почео да се производи у Аустралији од 1984. године.
Користио је Z80A као микропроцесор. RAM меморија рачунара је имала капацитет од 128 KB. 
Као оперативни систем кориштен је CP/M 2.2.

## Детаљни подаци
Детаљнији подаци о рачунару Microbee 128 су дати у табели испод.
|                       |                                                                           |
| [ 1 ]                 |                                                                           |
| Произвођач            |                                                                           |
| Тип                   | кућни рачунар                                                             |
| Меморија              | 128 KB                                                                    |
| Поријекло             | Аустралија                                                                |
| Година                | 1984                                                                      |
| Тастатура             | QWERTY 64 тастера, тастатура са пуним помаком тастера са тастерима смјера |
| Процесор              |                                                                           |
| Фреквенција процесора | 3,375                                                                     |
| RAM                   | 128 KB                                                                    |
| ROM                   | 4 BIOS + 4 контролер дискетне јединице                                    |
| Текст                 | 64 x 16 (Microbee BASIC) - 80 x 24 (CP/M)                                 |
| Графика               | 512 x 256 (2 боје), 128 x 48 (16 боја)                                    |
| Боја                  | 16                                                                        |
| Звук                  | уграђени 1-канални звучник                                                |
| Димензије             | 35,5 (ширина) x 23 (дубина) x 5,5 (висина)                                |
| Портови               |                                                                           |
| Оперативни систем     |                                                                           |